# Ванда/Вижн
«Ва́нда/Вижн» (англ. WandaVision) — американский мини-сериал производства Marvel Studios, основанный на персонажах комиксов Marvel Алой Ведьме и Вижне. Сюжет сериала, действие которого происходит в медиафраншизе «Кинематографическая вселенная Marvel», разворачивается после событий фильма «Мстители: Финал», вышедшего в 2019 году. Исполнительным продюсером и главным сценаристом выступила Жак Шеффер, а режиссёром — Мэтт Шекман.
Роли Ванды Максимофф и Вижна исполнили Элизабет Олсен и Пол Беттани, также в проекте приняли участие Дебра Джо Рапп, Фред Меламед, Кэтрин Хан, Тейона Паррис, Рэндалл Парк, Кэт Деннингс и Эван Питерс. В сентябре 2018 года студия Marvel начала разрабатывать несколько мини-сериалов о персонажах фильмов Marvel, среди которых были Алая Ведьма и Вижн. Съёмки стартовали в ноябре 2019 года в Атланте, приостановились в марте 2020 года из-за пандемии COVID-19, продолжились в июле в Лос-Анджелесе и завершились в ноябре.
«Ванда/Вижн» состоит из девяти эпизодов. Первые две серии вышли 15 января 2021 года на платформе Disney+. Телесериал стал первым проектом в Четвёртой фазе киновселенной. Сериал был высоко оценён критиками за воссоздание атмосферы ситкомов прошлого, несколько тёмную тональность и актёрскую игру, особенно Элизабет Олсен; некоторые эксперты подвергли критике развязку сериала. Проект широко обсуждался и анализировался поклонниками киновселенной из-за отсылок на ситкомы и исследования природы скорби. Сериал получил 23 номинации Прайм-таймовой премии «Эмми», выиграв три, а также стал лауреатом других премий и церемоний. Прямым продолжением телесериала стал фильм «Доктор Стрэндж: В мультивселенной безумия» (2022), в котором появилась Элизабет Олсен. Также вышел сериальный спин-офф «Это всё Агата» об Агате Харкнесс в исполнении Кэтрин Хан.

## Сюжет
Через три недели после событий фильма «Мстители: Финал» Ванда Максимофф и Вижн живут идеальной семейной жизнью в городке Уэствью, скрывая свои способности. Перешагивая десятилетия телевизионных ситкомов, герои начинают подозревать, что их реальность не то, чем кажется.

## Актёры и персонажи
- Элизабет Олсен — Ванда Максимофф / Алая ведьма:
Мститель, которая может использовать магию хаоса, заниматься телепатией и телекинезом и изменять реальность[3][4][5]. Олсен сказала, что сериал приводит персонажа в большее соответствие с версией из комиксов, включая изображение её психического заболевания[6] и введение прозвища «Алая Ведьма», которое ранее не использовалось в кинематографической вселенной Marvel[7]. Исполнительный продюсер Кевин Файги добавил, что сериал исследует масштабы и происхождение способностей Ванды[8]. Олсен чувствовала, что её «владение» Вандой усилилось во время разработки сериала[9], что позволило ей исследовать новые части личности персонажа, как например её юмор и дерзость[10]:30. Она была в восторге от того, что «Ванда/Вижн» фокусируется на Ванде, а не рассказывает её историю «через сюжетные линии остальных персонажей», как в фильмах, и она согласилась присоединиться к сериалу, когда Кевин Файги упомянул конкретные сюжетные линии из комиксов про Алую Ведьму, которыми вдохновлён «Ванда/Вижн»[2]. Для своей игры Олсен вдохновлялась Мэри Тайлер Мур, Элизабет Монтгомери и Люсиль Болл[11]. Микаэла Рассел исполняет роль маленькой Ванды[12].
- Пол Беттани — Вижн:
Андроид и бывший Мститель, созданный с помощью искусственного интеллекта Д.Ж.А.Р.В.И.С.а и Альтрона, а также Камня Разума[3], который был убит во время событий фильма «Мстители: Война бесконечности» (2018)[7]. Беттани играет новую версию персонажа, созданного Вандой внутри её реальности[13], и он описал Вижна как «достойного и благородного», и для своей игры он вдохновлялся Диком Ван Дайком и Хью Лори[11]. Беттани также играет оригинального Вижна, когда его вновь собирает и активирует «М.Е.Ч.», причём эта версия имеет полностью белый внешний вид, похожий на тот, когда версия из комиксов была воскрешена с полностью белым телом, но без его воспоминаний и эмоций[14][15]. Беттани назвал оригинального Вижна одновременно знакомым и пугающим[14].
- Дебра Джо Рапп — Шэрон Дэвис: жительница городка Уэствью в штате Нью-Джерси и жена Тодда, которая исполняет роль «Миссис Харт», соседки Ванды и Вижна и жены босса Вижна во внутрисюжетном ситкоме «Ванда/Вижн»[16][17][18].
- Фред Меламед[англ.] — Тодд Дэвис: житель городка Уэствью в штате Нью-Джерси и муж Шэрон, который исполняет роль «Артура Харта», соседа Ванды и Вижна и босса Вижна во внутрисюжетном ситкоме «Ванда/Вижн»[16][17][18].
- Кэтрин Хан — Агата Харкнесс:
Ведьма, которая маскируется под «Агнес», «любопытную соседку» Ванды и Вижна[2][19]. Хан описала Агнес как соседку, «которая не встанет с их дивана в конце вечера» и «всегда лезет в [их] дела»[9]. Хан была очарована «толчками адреналина и человечности», которые обеспечивала КВМ, и тем фактом, что там присутствовал «вдох человеческой магии»[2]. Хан сравнила отношения Агаты с Вандой с отношениями Антонио Сальери и Вольфгангом Амадеем Моцартом, полагая, что Агату «сводит с ума», когда она видит, что магия так естественно приходит к Ванде, в то время как она столетиями изучала магию[20].
- Тейона Паррис — Моника Рамбо:
Дочь пилота ВВС Марии Рамбо и агент «М.Е.Ч.а»[21], которая впервые представляется Ванде и Вижну как «Джеральдина»[22]. Она обладает «твёрдостью и способностью быть женщиной» в мире, где доминируют мужчины[9]. В детстве она восторгалась подругой и коллегой своей матери, Кэрол Дэнверс / Капитан Марвел[23]. Главный сценарист Жак Шеффер изначально хотела использовать другого персонажа вместо Рамбо, но она была рада использовать Рамбо, когда выяснилось, что она была доступна для сериала[24], при этом соисполнительный продюсер Мэри Ливанос назвала включение Рамбо в сериал «открытием», когда его впервые исследовали и разрабатывали, которое было «не совсем спланированным, но [стало] действительно обогащённым в шоу»[10]:28. Сериал показывает то, что Рамбо «видела и через что прошла, и как это сформировало её жизнь» с момента её появления в фильме «Капитан Марвел» (2019)[25], где её роль исполняла Акира Акбар. Паррис использовала игру Акбар как отправную точку для своей игры и приняла во внимание отношения Моники с матерью и Дэнверс[26].
- Рэндалл Парк — Джимми Ву: Агент ФБР, работающий с «М.Е.Ч.ом», который был офицером по условно-досрочному освобождению Скотта Лэнга / Человека-муравья[9][27]. Парк чувствовал, что введение персонажа, когда он показывает фокусы, которые он пытался усовершенствовать в фильме «Человек-муравей и Оса» (2018), быстро помогло показать развитие персонажа Ву, и чувствовал, что это свидетельствует о том, что он становится лучше в «ряде вещей», таких как назначение на более крупные дела[28]. Один фокусник научил Парка этому фокусу, и Парк провёл несколько дней, совершенствуя его для сериала[29].
- Кэт Деннингс — Дарси Льюис: Астрофизик, работающая с «М.Е.Ч.ом», которая ранее была стажёром Джейн Фостер и другом Тора[27][30]. Вернувшись к этой роли впервые со времён фильма «Тор 2: Царство тьмы» (2013), Деннингс чувствовала, что Дарси не сильно изменилась бы как личность, а стала бы «старше, мудрее и взрослее» после того, как поступила в школу, чтобы получить докторскую степень по астрофизике. Кроме того, Деннингс чувствовала, что у персонажа появилось больше уверенности в самой себе, поскольку теперь её рассматривают как босса, кем она никогда не была в фильмах[31].
- Эван Питерс — Ральф Боунер:
Житель Уэствью, находящийся под контролем Агаты, который выдаёт себя за брата-близнеца Ванды, Пьетро, который может двигаться со сверхчеловеческой скоростью. Он был убит во время событий фильма «Мстители: Эра Альтрона» (2015), где его роль исполнял Аарон Тейлор-Джонсон[32][33][34]. Шеффер и Ливанос стремились вернуть персонажа в сериале и решили воспользоваться упоминаниями сериала о том, «что реально, а что нет, и о выступлениях, и о подборе актёров, и о зрителях, и о фандоме», «наняв нового актёра» на роль персонажа в вымышленной программе «Ванда/Вижн». Шеффер отметила, что это играет на ситкомных тропах, где у персонажей заменяли актёров без «большой суеты», а также на том, что в город приезжает родственник, который «мутит отношения с семьёй»[35], и сравнила выступление Питерса со смесью Джесси Катсополиса из «Полного дома», Ника Мура из «Семейных уз» и Джоуи Триббиани из «Друзей»[36].

Роли других жителей Уэствью исполнили: Асиф Али в роли Абилаша Тандона, который исполняет роль коллеги Вижна, «Норма»; Дэвид Ленгель в роли Гарольда Проктора, который исполняет роль «Фила Джонса»; Амос Глик в роли почтальона/доставщика «Денниса»; Эмма Колфилд Форд в роли Сары Проктор, жены Гарольда, которая исполняет роль «Дотти Джонс»; и Дэвид Пэйтон в роли Джона Коллинза, который исполняет роль «Херба». Итамар Энрикес и Виктория Блэйд исполнили роли мужчины и женщины в фальшивых рекламных роликах. Джош Стамберг получил роль исполняющего обязанности директора «М.Е.Ч.а» Тайлера Хейворда. Алан Хекнер и Селена Андюз исполнили роли агентов «М.Е.Ч.а» Монти и Родригес. Джулиан Хиллиард и Джетт Клайн исполнили роли детей Ванды и Вижна, Билли и Томми.
Джолин Пёрди получила роль Изабель Матсуэды, которая исполняет роль «Беверли», соседки Ванды и Вижна; каскадёр Зак Генри появляется в роли Франклина, агента организации «М.Е.Ч.» проникшего в реальность Ванды под видом пчеловода; Рэнди Оглсби исполнил роль Стэна Нильсона, доктора в Уэствью; Уэсли Киммел и Сидни Томас исполнили роли мальчика и девочки в фальшивых рекламных роликах; а Кейт Форбс исполнила роль Эваноры Харкнесс, матери Агаты. Илана Кохачи и Данияр Айнитдинов исполнили роли родителей Ванды, Ирины и Олега Максимофф, в то время как Гэбриел Гуревич исполнил роль десятилетнего Пьетро.

## Список серий
| № | Название                                                                              | Режиссёр    | Автор сценария                      | Дата премьеры   |
| --- | ------------------------------------------------------------------------------------- | ----------- | ----------------------------------- | --------------- |
| 1 | «Filmed Before a Live Studio Audience» «Снято перед живой аудиторией»                 | Мэтт Шекман | Жак Шеффер                          | 15 января 2021  |
| В обстановке 1950-х гг. молодожёны Ванда и Вижн переезжают в городок Уэствью. Они стараются слиться с новой реальностью, несмотря на то, что Вижн — андроид, а Ванда владеет телекинезом. В один из дней они замечают сердце, нарисованное на календаре, но ни один из них не может вспомнить, по какому случаю сердце было нарисовано. Вижн отправляется на работу в Computational Services Inc., а Ванда решает, что сердце означает их годовщину. Их соседка Агнес знакомится с Вандой и помогает ей подготовиться к событию. На работе Вижн поражает своих коллег скоростью завершения дел. Его босс, мистер Харт, напоминает ему о предстоящем ужине, на который Ванда и Вижн пригласили мистера Харта и его жену. Это и означало сердце. В этот вечер Ванда и Вижн изо всех сил стараются скрыть свои способности. Во время ужина Мистер Харт давится едой, и Вижну приходится использовать свои способности, чтобы спасти его. Все события представлены как ситком «Ванда/Вижн», который всё это время кто-то смотрит. Рекламный ролик во время ситкома «Ванда/Вижн» представляет тостер «ToastMate 2000» производства компании Stark Industries. |                                                                                       |             |                                     |                 |
| 2 | «Don’t Touch That Dial» «Не переключайтесь»                                           | Мэтт Шекман | Гретчен Эндерс                      | 15 января 2021  |
| В обстановке 1960-х гг. Ванда и Вижн начинают слышать странные звуки около своего дома. Следующим утром они готовят магический номер для местного шоу талантов. Вижн посещает собрание «соседской стражи», где случайно проглатывает жвачку, та застревает в его теле, из-за чего он начинает вести себя как пьяный. Ванда замечает новые странности — жёлто-красный игрушечный вертолёт в их чёрно-белом мире и голос по радио, который будто говорит с ней. Ванда проводит день вместе с Агнес и другими женщинами на собрании комитета по планированию шоу талантов во главе с Дотти. Во время шоу «пьяный» Вижн раскрывает всем свои суперсилы. Ванда, используя собственные способности, делает так, будто он просто исполняет магические трюки. Их выступление проходит удачно. Герои возвращаются с призом домой, и Ванда внезапно беременеет. На улице вновь слышатся странные звуки, и герои видят странного пчеловода, выбирающегося из уличного люка. Ванда нервничает и отматывает реальность на несколько мгновений назад. Затем окружающая обстановка становится цветной и меняется на 1970-е гг. Рекламный ролик во время ситкома «Ванда/Вижн» представляет часы марки «Штрукер». |                                                                                       |             |                                     |                 |
| 3 | «Now in Color» «Теперь в цвете»                                                       | Мэтт Шекман | Меган Макдоннелл                    | 22 января 2021  |
| В обстановке 1970-х гг. врач осматривает Ванду, потому что её беременность проходит необычайно быстро. Доктор говорит, что всё в порядке, и уезжает, намереваясь отправиться в отпуск. Герои обустраивают пустую комнату в детскую и спорят по поводу имени ребёнка (Ванда предлагает Томми, а Вижн — Билли). Беременность Ванды протекает всё быстрее, и она случайно генерирует энергетический всплеск, который отключает электричество по всему городу. У Ванды начинаются настоящие схватки и Вижн убегает за доктором Нильсеном. В это время в дом героев приходит Джеральдина, которая помогает Ванде с родами (Ванда рожает двух мальчиков-близнецов). Вижн отпускает доктора Нильсена и случайно видит Агнес и Герберта, тихо сплетничающих о Джеральдине, у которой нет собственного дома или семьи. Ванда укладывает малышей спать, напевая колыбельную на заковианском языке и упоминая, что она тоже близнец. Джеральдина говорит Ванде, что её брата Пьетро убил Альтрон. Ванда приходит в ярость и допрашивает соседку, заметив странный кулон на её шее с эмблемой организации «М.Е.Ч.». Вижн, не выяснив у Агнес и Герберт, почему они обсуждали Джеральдину, возвращается в дом и замечает, что их соседка внезапно пропала. Ванда говорит мужу, что Джеральдине «пришлось уйти». За границей городка Уэствью Джеральдину выбрасывает силовое поле, и девушку окружают вертолёты, спецтехника и агенты организации «М.Е.Ч.». Рекламный ролик во время ситкома «Ванда/Вижн» представляет порошок для ванн марки «Гидра». |                                                                                       |             |                                     |                 |
| 4 | «We Interrupt This Program» «Мы прерываем эту программу»                              | Мэтт Шекман | Бобак Эсфарджани и Меган Макдоннелл | 29 января 2021  |
| В 2023 году капитан Моника Рамбо, агент организации «М.Е.Ч.», распылённая щелчком Таноса, материализуется в больничном отделении, где проходила лечение от рака её мать Мария. Выясняется, что Мария умерла через два года после щелчка и исчезновения Моники. Три недели спустя девушка возвращается на работу. По заданию временного директора «М.Е.Ч.» Тайлера Хейворда Моника отправляется на помощь агенту «ФБР» Джимми Ву, который расследует дело о пропаже людей в городке Уэствью, штат Нью-Джерси. Они обнаруживают, что город окружает некое энергетическое поле, которое затягивает Монику внутрь. Через сутки «М.Е.Ч.» создаёт базу вокруг города и пытается послать внутрь беспилотники и агентов. На место прибывает группа учёных, среди которых доктор Дарси Льюис. Астрофизику удаётся отследить частоту исходящих из Уэствью сигналов. Происходящее внутри силового поля оказывается ситкомом с местными жителями в ролях, а персонажа Моники зовут Джеральдина. Дарси и Джимми безуспешно пытаются связаться с Вандой по рации. Когда в ситкоме Моника упоминает Альтрона, Ванда изгоняет её из города. На несколько мгновений иллюзия ситкома исчезает, и Ванда видит, что Вижн на самом деле труп. Испугавшись, она немедленно восстанавливает иллюзию. Моника, очнувшаяся за пределами силового поля, говорит, что «это всё Ванда». |                                                                                       |             |                                     |                 |
| 5 | «On a Very Special Episode…» «В особом эпизоде…»                                      | Мэтт Шекман | Питер Кэмерон и Маккензи Дор        | 5 февраля 2021  |
| В обстановке 1980-х–начала 1990-х гг. Ванда и Вижн изо всех сил пытаются успокоить плачущих Томми и Билли. Внезапно приходит Агнес и предлагает присмотреть за мальчиками, но Вижн сомневается в её поведении. Его с Вандой спор прерывают внезапно повзрослевшие на 5 лет Томми и Билли. На брифинге Хейворд раскрывает информацию о том, что Ванда выкрала мёртвое тело Вижна с базы организации «М.Е.Ч.» и воскресила его. Томми и Билли приносят домой пса и просят оставить его. Вижн говорит, что дети ещё маленькие и не готовы к такой ответственности, в ответ на что те взрослеют до 10 лет. Агнес предлагает назвать пса Спарки. Моника, Ву и Дарси понимают, что Ванда меняет реальность внутри поля под подходящее время. На работе Вижн читает письмо от «М.Е.Ч.», которое раскрывает ситуацию в Уэствью. Ему удаётся прорваться в разум настоящего «Норма» и узнать, что Ванда контролирует его сознание. «М.Е.Ч.» отправляет дрон 1980-х годов в Уэствью и пытается убить Ванду по приказу Хейворда. Ванда выходит из энергетического поля с дроном и предупреждает Хейворда, чтобы её оставили в покое. После того, как Спарки неожиданно умирает, Вижн рассказывает Ванде о том, что знает про захват города. Ванда же отвечает, что не контролирует всё и не знает, как они тут оказались. Их спор прерывается, когда внезапно приходит Пьетро. Смотрящая трансляцию Дарси замечает, что Ванда «изменила» Пьетро. Рекламный ролик во время ситкома «Ванда/Вижн» представляет бумажные полотенца марки «Лагос». |                                                                                       |             |                                     |                 |
| 6 | «All-New Halloween Spooktacular!» «Совершенно новый зловеще-очаровательный Хэллоуин!» | Мэтт Шекман | Чак Хейуорд и Питер Кэмерон         | 12 февраля 2021 |
| В обстановке конца 1990-х–начала 2000-х гг. Ванда хочет провести первый семейный Хэллоуин вместе с Томми и Билли, но Вижн собирается патрулировать улицы с «соседской стражей». Пьетро решает заменить Вижна в роли отца на вечер и берёт мальчиков с собой. За пределами Уэствью после атаки на Ванду, Хейворд выдворяет Монику, Дарси и Джимми с территории базы за неповиновение, но троица вырубает охрану и прокрадывается внутрь. Дарси взламывает личный компьютер директора и обращает внимание на то, что «М.Е.Ч.» отслеживает местоположение Вижна с помощью вибраниума внутри андроида. Во время выпрашивания сладостей Пьетро устраивает хаос в городке, используя свою суперскорость, которую, как оказывается, унаследовал Томми. Вижн исследует дальние кварталы города и находит застывших на месте жителей Уэствью, включая Агнес. Вижн обращается к «настоящему я» Агнес и узнаёт от соседки, что он мёртв, а раньше был одним из Мстителей. Моника получает сообщение от аэрокосмического инженера и вместе с Ву отправляется на встречу с ним, а Дарси остаётся, чтобы взломать архивы «М.Е.Ч.а». Вечером в городке Пьетро расспрашивает сестру о происходящем. Ванда вспоминает только чувство полного одиночества и пустоты и на секунду видит Пьетро мёртвым. Вижн, обнаружив энергетический купол, пытается вырваться, но, оказавшись за его пределами, начинает распадаться. Билли с помощью телепатических сил чувствует, что отец в беде, и говорит об этом Ванде. Чтобы спасти мужа, она расширяет пределы энергетического поля — оно накрывает Вижна, Дарси, базу «М.Е.Ч.» и некоторую территорию за пределами Уэствью, а Хейворд с несколькими агентами успевает сбежать. Рекламный ролик во время ситкома «Ванда/Вижн» представляет йогурты марки «Йо-Мэджик». |                                                                                       |             |                                     |                 |
| 7 | «Breaking the Fourth Wall» «Ломая четвёртую стену»                                    | Мэтт Шекман | Кэмерон Сквайрс                     | 19 февраля 2021 |
| В обстановке середины–конца 2000-х гг. Ванда решает посвятить день себе, а Агнес соглашается присмотреть за Томми и Билли и забирает их к себе домой. Ванда наблюдает, как предметы в её доме постоянно меняются, но она уже не может это контролировать. Вижн приходит в себя и видит, что агенты организации «М.Е.Ч.» находятся внутри силового поля и теперь являются цирковой труппой. Он освобождает Дарси от чар, и астрофизик рассказывает Вижну о его смерти и о предшествовавших событиях. За пределами Уэствью Моника и Джимми встречаются с верными солдатами «М.Е.Ч.а» и получают бронетранспортёр, который должен пересечь барьер. Когда эта попытка проваливается, Моника решает войти сама: она проходит сквозь барьер, её молекулы перестраиваются и девушка получает суперсилы. Когда Моника добирается до дома Ванды и сталкивается с ней, Агнес заставляет Монику уйти и забирает Ванду к себе домой. Ванда ищет мальчиков в подвале и обнаруживает там странную пещеру. Агнес представляется Ванде как ведьма Агата Харкнесс и показывает, что именно она стояла за всеми странностями в Уэствью. Именно Агата послала фальшивого Пьетро к Ванде и убила Спарки. В сцене после титров Моника открывает дверь в подвал дома Агаты, но её прерывает Пьетро. Рекламный ролик во время ситкома «Ванда/Вижн» представляет антидепрессанты марки «Нексус». |                                                                                       |             |                                     |                 |
| 8 | «Previously On» «Ранее в сериале»                                                     | Мэтт Шекман | Лора Донни                          | 26 февраля 2021 |
| В 1693 году в Салеме ведьма Агата Харкнесс предстаёт перед судом собрания ведьм во главе с её матерью Эванорой за использование тёмной магии. Когда ведьмы пытаются убить Агату за проступок, она высасывает их жизненные силы. В настоящем Агата пытается узнать у Ванды, как та контролирует Уэствью. Она заставляет Ванду заново пережить ключевые моменты жизни. В детстве Ванда обожала смотреть классические американские ситкомы. Выясняется, что именно Ванда обезвредила ту неразорвавшуюся бомбу «Stark Industries», используя свои врождённые магические способности, которые усилил и развил Камень Разума во время экспериментов «Гидры». Затем, в другом воспоминании, через пару недель после щелчка Тони Старка, Ванда приезжает в штаб-квартиру организации «М.Е.Ч.», чтобы забрать тело Вижна. Хейворд отказывается отдавать тело андроида для похорон. Ванда выходит из себя и врывается в лабораторию, но, не в силах ощутить «душу» Вижна, она покидает штаб-квартиру. Ванда отправляется в городок Уэствью, в котором до нападения Таноса Вижн купил участок для строительства их общего дома. В приступе скорби и горя Ванда создаёт на участке желанный дом, воссоздаёт из части своей магии новую версию Вижна и распространяет заклятие на весь город. Агата приходит к выводу, что Ванда обладает легендарной формой магии хаоса, и называет девушку «Алой Ведьмой». В сцене после титров Хейворд, используя остатки магии Ванды на дроне, оживляет вновь созданное белое тело исходного Вижна. |                                                                                       |             |                                     |                 |
| 9 | «The Series Finale» «Финал сериала»                                                   | Мэтт Шекман | Жак Шеффер                          | 5 марта 2021    |
| Агата пытается забрать у Ванды магию хаоса. Белый Вижн проходит через барьер в Уэствью и вступает в схватку с Вижном, созданным Вандой. Агата, тем временем, освобождает жителей Уэствью от контроля Ванды. Разозлившись, они набрасываются на Ванду и требуют, чтобы она освободила их. Ошеломлённая Ванда решает открыть барьер, в результате чего созданные ею Вижн и близнецы начинают распадаться. Хейворд вместе с группой реагирования «М.Е.Ч.а» успевает пробраться в город перед тем, как Ванда снова закрывает барьер. Моника противостоит «Пьетро», который оказывается жителем Уэствью по имени Ральф Боунер, и освобождает его от чар Агаты. Сбежав, Моника помогает Билли и Томми остановить агентов «М.Е.Ч.а». Вижну, созданному Вандой, удаётся восстановить воспоминания белого Вижна, который после этого решает улететь из Уэствью. Ванда обманывает Агату, накладывая на барьер заклятие, которое отнимает у ведьмы силы, и оставляет её в Уэствью как «любопытную соседку Агнес». Ванда решает снять барьер с Уэствью и поэтому прощается с Вижном и близнецами, проводя с ними последний вечер. После этого Ванда покидает Уэствью. В первой сцене после титров Хейворда арестовывают за фальсификацию данных, а Моника получает сообщение от скрулла, что друг её матери хочет с ней встретиться. Во второй сцене после титров Ванда отправляется в изгнание в горы, где живёт в хижине у озера. Её астральная форма в это время изучает книгу «Даркхолд», но внезапно она слышит призывы о помощи от своих сыновей. |                                                                                       |             |                                     |                 |

## Производство

### Замысел
К сентябрю 2018 года Marvel Studios разрабатывала несколько мини-сериалов для стримингового сервиса Disney+, которые должны будут быть сосредоточены на второстепенных персонажах из фильмов Кинематографической вселенной Marvel (КВМ), которые не появлялись в своих собственных фильмах, как например Ванда Максимофф. В сериале среди актёров, ранее игравших свои роли в фильмах, должна была появиться Элизабет Олсен (Максимофф). Ожидалось, что каждый из сериалов будет состоять из шести-восьми эпизодов, и у них будут «здоровенные бюджеты, сопоставимые с крупными студийными фильмами», а их производством будет заниматься Marvel Studios, а не Marvel Television, которая выпускала предыдущие телесериалы КВМ. Считалось, что президент Marvel Studios Кевин Файги возьмёт на себя «практическую роль» в разработке каждого из мини-сериала, сосредоточившись на «непрерывности истории» с фильмами и «управлении» актёрами, которые вновь будут исполнять свои роли из фильмов. К концу октября ожидалось, что Вижн (Пол Беттани) сыграет значительную роль в сериале, который будет посвящён отношениям между Максимофф и Вижном. В последующие месяцы были опубликованы названия сериалов «Вижн и Алая Ведьма» и «Сокол и Зимний солдат».
В январе 2019 года в качестве главного сценариста была нанята Жак Шеффер, которая ранее написала сценарии к фильмам Marvel Studios «Капитан Марвел» (2019) и «Чёрная вдова» (2021). Шеффер должна была написать сценарий к первому эпизоду и стать исполнительным продюсером сериала. В апреле того же года Disney и Marvel официально объявили, что сериал будет называться «Ванда/Вижн». В августе был нанят Мэтт Шекман в качестве режиссёра и исполнительного продюсера; исполнительными продюсерами также стали Файги, Луис Д’Эспозито и Виктория Алонсо:50:20. Файги предложил название, и Шеффер настояла на том, чтобы оно было сохранено, поскольку она чувствовала, что это было идеальное название для сериала. Когда было объявлено название, последовала некоторая негативная реакция, поскольку оно было воспринято как «самое глупое название из всех возможных», но Шеффер чувствовала, что зрители поменяют своё мнение, как только увидят сериал. Файги сказал, что сериал расскажет историю Максимофф и Вижна, покажет, что может делать Максимофф, исследует, кто такой Вижн, и введёт название «Алая Ведьма» из комиксов в КВМ «таким образом, чтобы это было полностью весело, полностью смешно, немного страшно и чтобы это значительно повлияло на будущее Четвёртой фазы КВМ». Он добавил, что зрителям не нужно быть знакомыми с КВМ, чтобы понять сериал, но для тех, кто видел все фильмы и знал планы на Четвёртую фазу, будет «большая награда». Шеффер была в восхищении от того, что она могла использовать сериал, чтобы сделать социальный комментарий наряду с «очень большой историей персонажа и горя».
Сериал состоит из девяти эпизодов, представленных в формате получасового комедийного сериала. Первые три эпизода длятся около 30 минут каждый, в то время как у оставшихся эпизодов продолжительность будет разной, составляя в общей сложности около шести часов контента. Первоначально планировалось, чтобы «Ванда/Вижн» состоял из десяти эпизодов, а затем его переработали до девяти эпизодов, «чтобы ритм лучше работал». Названия эпизодов сериала названы в честь общих фраз, которые традиционно фигурировали в рекламных акциях или вступительных титрах телесериалов. Сообщалось, что на съёмки каждого эпизода выделялось по $25 миллионов.

### Сценарий
Шеффер получила материал из комиксов и набросок того, чего Marvel Studios надеялась добиться с сериалом, чтобы помочь ей сформировать их идеи в целостную структуру:28. Файги в голову пришла такая идея, чтобы Максимофф и Вижн были в «странном фэнтезийном мире пригородного блаженства», основанном на его любви к ситкомам и тому, как их можно использовать, чтобы убежать от реальности; Шеффер помогла понять, что это означало для персонажей. Файги был визуально вдохновлён обложками к серии комиксов «Вижн» Тома Кинга и Габриэля Эрнандеса Вальты, сделанных Майком дель Мундо в стиле «Норман Роквелл + „Предоставьте это Биверу“», и представил Олсен и Беттани сериал как комбинацию этих комиксов и сюжетной линии «День М» Брайана Майкла Бендиса и Оливье Куапеля. Другим источником вдохновения послужили комиксы «Вижн и Алая Ведьма», особенно работы Билла Мантло и Рика Леонарди, и работы Стива Энглхарта и Ричарда Хауэлла, а также сюжетная линия «Путь Вижна» из «Мстителей Западного побережья» Джона Бирна. Файги, Шеффер, Шекман и соисполнительный продюсер Мэри Ливанос посвятили себя тому, чтобы «точно передать» дерзкий тон сериала. Шеффер была вдохновлена фильмом КВМ «Тор: Рагнарёк» (2017), а также сериалом по Marvel Comics «Легион», который, по её мнению, сломал стереотип того, какими могут быть истории Marvel, и они были смелыми, оригинальными и «рехнувшимися», что, по её мнению, позволило «Ванда/Вижну» также быть уникальным и необычным.
Действие сериала разворачивается после событий фильма «Мстители: Финал» (2019), и он напрямую подготавливает почву для фильма Четвёртой фазы «Доктор Стрэндж: В мультивселенной безумия» (2022), где Олсен вновь исполнит роль Максимофф. Шекман беседовал с режиссёром второго «Доктора Стрэнджа» Сэмом Рэйми и режиссёром «Человека-паука: Нет пути домой» Джоном Уоттсом, а также с создателями других сериалов Disney+ от Marvel Studios, чтобы обсудить связи между историями и обеспечить лёгкий «переход» от «Ванда/Вижна» к фильмам. В сериале присутствует вымышленный ситком под названием «Ванда/Вижн», и Файги описал его как «наполовину ситком, наполовину марвеловский блокбастер», Беттани описал его как «супер авангардный и странный», коллега-актриса Тейона Паррис — как «целый боевик», смешанный с ситкомами, а Ливанос — как сериал, который «женится на эпическом супергеройском боевике с глупостью провинциального ситкома». Ливанос добавила, что сериал будет использовать ожидания аудитории в отношении ситкомов и отклоняться от структуры семейного ситкома в некоторых эпизодах, и при этом заставляя зрителей задаться вопросом, где «Ванда/Вижн» вписывается в хронологию КВМ.
Шеффер наняла восемь сценаристов для сценарной комнаты сериала, включая четырёх женщин и нескольких цветных людей, потому что она верила, что «истории становятся лучше, когда есть как можно больше разных точек зрения». Меган Макдоннелл стала штатным сценаристом сериала, пока её не повысили до редактора сюжетов. У многих из сценаристов был предыдущий опыт на телевидении, который Шеффер использовала, чтобы помочь создать каждый эпизод в рамках более широкого повествования:29, поскольку одной из первоначальных задач было выяснить, как рассказать историю в длинной структуре мини-сериала, а не фильма:29. Шеффер сказала, что сериал никак не мог быть фильмом, потому что он должен был быть создан с истинной телевизионной эстетикой для ситкомных сцен. Она посчитала центральную идею о том, что Ванда несёт ответственность за ситкомную реальность сериала, простой концепцией, и чувствовала, что было бы намного захватывающе, если бы она была изначально представлена как тайна. Сценаристы решили сделать это с Вандой и Вижном в первых трёх эпизодах, прежде чем четвёртый эпизод пересказал бы эти события с точки зрения реального мира, чтобы дать ответы зрителям. При разработке ранних эпизодов Шеффер была обеспокоена тем, как долго они смогут оставаться в реальности ситкома без необходимости раскрывать части более крупной тайны и внешнего мира КВМ. После «огромной информации» в четвёртом эпизоде Шеффер объяснила, что ещё многое предстоит узнать о точке зрения Ванды в оставшейся части сериала, но она надеется, что ответы на эти вопросы помогут зрителям пережить оставшуюся часть сериала как «эмоциональное и психологическое путешествие, тайную загадку на всём пути». Шекман заявил, что весь сериал был о том, как Максимофф справляется с горем и как она может научиться преодолевать его. Шеффер сравнила финальный сериал с многосерийным комиксом:29 и сказала, что он остался очень близким к её первоначальной идее:28; её идея была построена так, чтобы следовать стадиям горя.
Шеффер и Шекман назвали его «признанием в любви золотому веку телевидения», хотя сериал отдаёт дань уважения многим эпохам американского телевидения. Они сосредоточились на семейных ситкомах, а не на других типах, таких как ситкомы на рабочем месте, потому что семейный акцент держал сериал в центре и, учитывая опыт Максимофф, потому что она ищет семью. Шеффер и Шекман изучали прошлые ситкомы, чтобы узнать их «атрибуты и стили», избегая при этом тропов из старых ситкомов, которые были бы неприемлемы в современном сериале. Шеффер, Шекман и Файги поговорили с Диком Ван Дайком, звездой одноимённого ситкома 1960-х годов, чтобы узнать о создании этого сериала. Другие сериалы, которыми был вдохновлён сериал, были «Я люблю Люси», «Три моих сына», «Отец знает лучше», «Приключения Оззи и Харриет», «Моя жена меня приворожила»:45, «Семейка Брейди», «Семейные узы», «Фантастическая девушка», «Малкольм в центре внимания», «Американская семейка» и «Офис». Также были сделаны мета-отсылки к «Полному дому», где снимались старшие сёстры Олсен, Мэри-Кейт и Эшли:45. В вымышленном ситкоме присутствуют поддельные рекламные ролики, которые являются «немного гнусными», включая рекламу организации «Гидра», которая, по словам Файги, была «частью правды шоу, начинающей просачиваться наружу». Он чувствовал, что новые зрители КВМ увидят эти столь же странные версии рекламных роликов из разных эпох ситкомов, в то время как зрители, хорошо разбирающиеся в фильмах КВМ, смогут увидеть связи в рекламных роликах с прошлыми событиями. Некоторые комментаторы полагали, что рекламные ролики были аналогиями травматических событий в жизни Максимофф. Шеффер признала это предположение о пасхалках в рекламных роликах, а также подчеркнула их роль в придании сериалу структуры и ритма, которые «очень сильно входят в ткань эстетики ситкома».
Шеффер сравнила свою работу над сериалом с фильмом «Чёрная вдова», сказав, что «Ванда/Вижн» будет «полной противоположностью» стилю агрессивного, висцерального действия фильма. Шекман и Шеффер просмотрели все существующие видеоматериалы с Максимофф и Вижном, включая те материалы, которые не попали в предыдущие фильмы КВМ. Исследуя эти материалы, Шеффер обратила внимание на «более приземлённые моменты [персонажей]», такие как те, где Максимофф и Вижн наслаждаются временем друг с другом в Шотландии в фильме «Мстители: Война бесконечности» (2018):29. Шеффер знала, что в этих персонажах есть «диковинка и искренность», и чувствовала, что помещение их в ситкомную обстановку приведёт к «спокойному и тёплому» ощущению из-за их знакомой семейной динамики, несмотря на нелепость задумки:45. Она посчитала эту пару привлекательной, потому что они оба аутсайдеры, которые «находят друг друга. Они оба другие с заглавными Д». Шеффер была полна решимости сделать так, чтобы Максимофф была изображена как полностью реализованный персонаж в сериале, и чтобы были показаны её аспекты, которые не были замечены ранее, такие как её радость и юмор. Наибольшим опасением для Шеффер, Ливанос и сценаристов было то, что они могут показать Максимофф так, как будто она казалась сумасшедшей и неуправляемой, как это было в некоторых выпусках комиксов, и в сериале этого пытались избежать, и Шеффер надеялась, что сериал даст «тонкое изображение очень сложной женщины». Сериал исследует то, как Максимофф выросла в восточноевропейской стране и полагалась на американские продукты чёрного рынка, такие как телевидение, и при этом её отец продавал DVD-диски с американскими ситкомами, что помогло сформировать любовь Максимофф к ним. Сериал также вводит в КВМ организацию «М.Е.Ч.». Шеффер объяснила, что его название в КВМ (Отдел реагирования и наблюдения за разумным оружием) было изменено с названия из комиксов («Отдел наблюдения и реагирования за разумным миром») по причине, связанной с более широкой историей.

### Подбор актёров

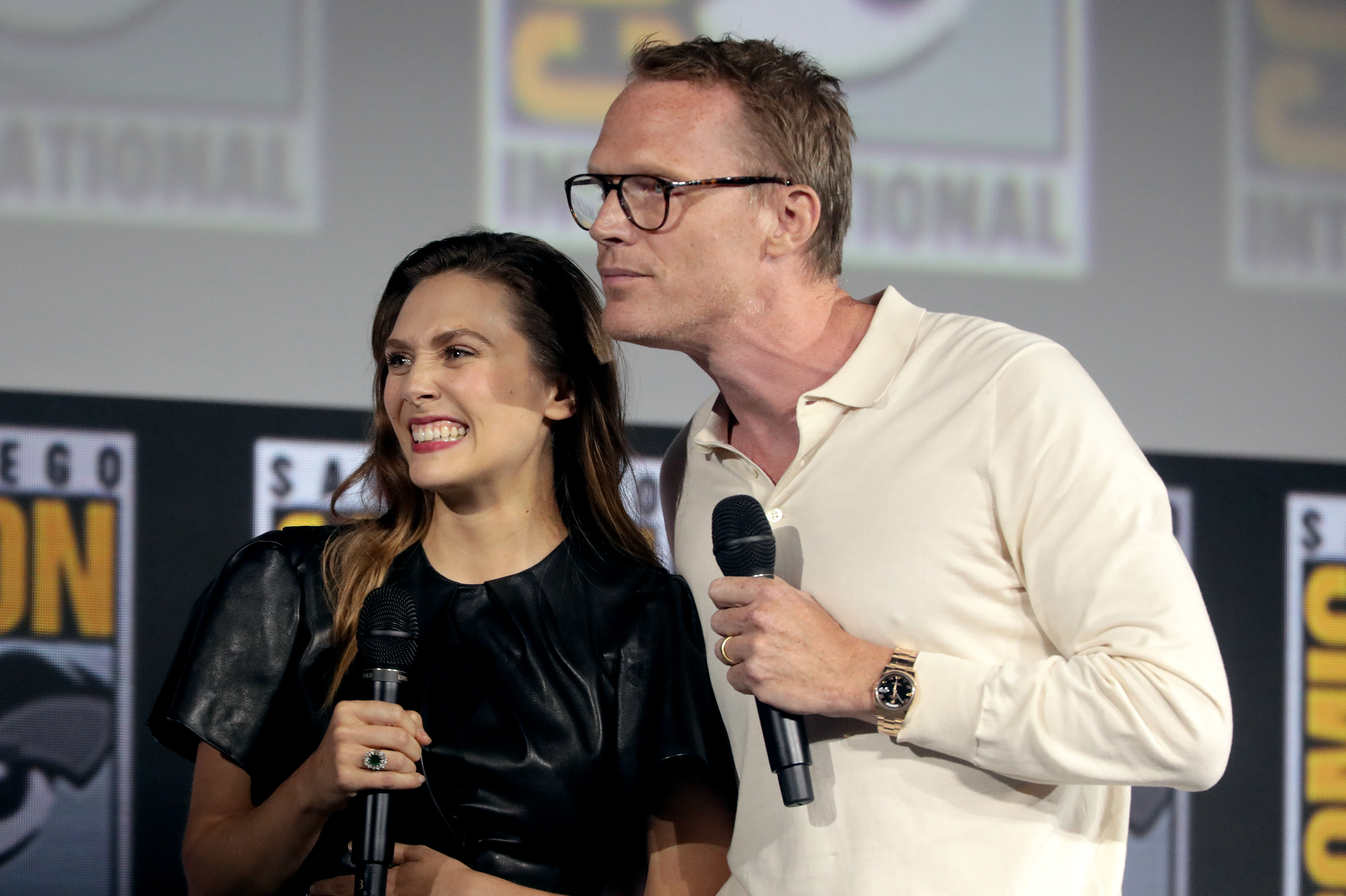
Олсен и Беттани San Diego Comic-Con в 2019 году

В апреле 2019 года, во время официального объявления сериала, было подтверждено, что Олсен и Беттани вновь исполнят роли Максимофф и Вижна соответственно. Беттани согласился присоединиться к проекту после встречи с Файги и Д’Эспозито, которые предложили «захватывающую и безумную» идею возвращения его персонажа в сериале. Олсен изначально нервничала из-за перехода «Marvel» на телевидение и того, как это может быть связано с фильмами, но была в восхищении, когда узнала об участии Шеффер, а также о сюжетных линиях из комиксов, которые вдохновили сериал.
В июле 2019 года Тейона Паррис была утверждена на роль Моники Рамбо. Рамбо была представлена в КВМ одиннадцатилетним подростком в «Капитане Марвел», действие которого происходит в 1995 году; её роль в этом фильме исполняла Акира Акбар. Месяц спустя, на двухлетнем конвенте D23, стало известно, что Кэт Деннингс и Рэндалл Парк вновь исполнят в сериале соответствующие роли Дарси Льюис и Джимми Ву из КВМ. Ранее Деннингс появлялась в фильмах «Тор» (2011) и «Тор 2: Царство тьмы» (2013), и она была удивлена и была в восторге от того, что её вернули в КВМ для «Ванда/Вижна» после стольких лет. Парк присоединился к сериалу после общей встречи с Marvel, чтобы обсудить будущее Ву в КВМ после его появления в фильме «Человек-муравей и Оса» (2018). Шеффер чувствовала, что будет весело показать Деннингс и Парка в сериале, так как оба были «ветеранами» ситкомов, ранее снимавшимися «Двух девицах на мели» и «Трудностях ассимиляции» соответственно. Также на D23 было объявлено, что Кэтрин Хан получила роль Агнес, соседки Ванды и Вижна. В седьмом эпизоде сериала становится известно, что «Агнес» на самом деле является персонажем Marvel Comics Агатой Харкнесс.
Официальный трейлер показал, что Фред Меламед и Дебра Джо Рапп появятся в сериале в ролях Тодда и Шэрон Дэвис. Они появляются в качестве соседей Максимофф и Вижна, «мистера и миссис Харт», в рамках вымышленной программы «Ванда/Вижн». Рапп, которая долгое время играла в ситкоме «Шоу 70-х», и которая чувствовала себя комфортно в ситкомном стиле «Ванда/Вижн», присоединилась к сериалу после того, как к ней подошёл Шекман, с которым она ранее работала в театре Geffen Playhouse, где Шекман является художественным руководителем. Точно так же Шекман и Шеффер предложили Меламеду роль без прослушивания, и он согласился, потому что идея сериала была ему «интересна». В пятом эпизоде появляется Эван Питерс в роли Ральфа Боунера, «изменённого» Пьетро Максимоффа, брата Ванды. Ранее роль Пьетро в КВМ исполнял Аарона Тейлор-Джонсона, в то время как Питерс играл другую версию персонажа по имени Питер Максимофф в серии фильмов «Люди Икс». Шеффер сказала, что «потребовалось некоторое время», чтобы узнать, сможет ли Питерс стать частью сериала, и отметила, что у креативщиков не было второго плана, если бы они не смогли использовать его.
В октябре 2019 года Эмма Коулфилд Форд получила роль Сары Проктор, которая исполняет роль «Дотти Джонс», после того, как Шеффер предложила ей попробоваться на роль; они раньше работали вместе над фильмом «Таймер» (2009). Форд сказала, что её взяли на роль отчасти для того, чтобы привлечь поклонников жанра, которые узнали бы её по одной из главных ролей в сериале «Баффи — истребительница вампиров», и её намеривались использовать в качестве одного из ложных следов сериала. В октябре 2020 года стало известно, что Асиф Али получил в сериале роль Абилаша Тандона, который исполняет роль коллеги Вижна, «Норма», как и Джолин Пёрди получила второстепенную роль Изабель Матсуэды, которая исполняет роль «Беверли», соседки Ванды и Вижна.

### Дизайн
Художник по костюмам Майес С. Рубео сказала, что редко бывает, чтобы единичный медийный пример развивался сквозь различные десятилетия и ни один из его персонажей не постарел:6. Олсен нравилось исследовать то, как женщины воспринимались в обществе в каждом десятилетии через костюмы Максимофф. Костюм и свадебное платье, которые носили Вижн и Максимофф в начальных титрах, были сделаны для сериала, а платье было создано как дань уважения Одри Хепбёрн. Когда сериал перешёл от чёрно-белого формата к цветному, различные дизайнеры работали вместе, чтобы обеспечить единый внешний вид персонажей и декораций. Художник-постановщик Марк Уортингтон сказал, что его команда узнала, как разные цвета работают в чёрно-белом формате:6-7. Дизайнер реквизита Рассел Боббит ранее работал над фильмом «Плезантвиль» (1998), с которым, по словам Шекмана, сериал имеет «духовную связь», наряду с «Шоу Трумана» (1998). Парикмахер Карен Бартек создала 22 парика для сериала, чтобы представлять различные эпохи.
В финальных титрах сериала представлены «рои светодиодных светящихся огней, формирующиеся в конструкции из шоу», что напоминает художественный стиль «Дня М». Чарльз Пуллиам-Мур из «io9» чувствовал, что титры «бесспорно марвеловскими в смысле большого экрана», даже несмотря на то, что «Ванда/Вижн» «принимал свою идентичность как стриминговый мини-сериал». Многие из начальных заставок сериала были созданы компанией Perception. Шекман сказал, что много работы ушло на создание каждой заставки, чтобы они были настолько подлинными для каждой эпохи, насколько это возможно, потому что креативщики «знали, что они являются ключевой частью повествования».

### Съёмки
Производство телесериала началось в ноябре 2019 года в павильонах студии «Pinewood» в Атланте. В качестве оператора-постановщика был приглашён Джесс Холл. Рабочее название сериала — Big Red (англ. Красный Крепыш). Актёры потратили неделю на просмотр разных классических ситкомов, чтобы понять тон и стиль каждой эпохи, а также комедийные подходы:50. Тренер по диалекту Кортни Янг помогала актёрам разговаривать как люди из каждой эпохи. Беттани посчитал разумным подход создателей к сериалу. Особенность заключалась в том, что требовалось отснять шесть часов материала при бюджете, который сопоставим бюджетом 2,5-часового фильма КВМ.
Первая серия снималась в течение двух дней в чёрно-белом цвете перед живой аудиторией и была стилизована под ситкомы 1950-х годов. При съёмках чёрно-белых сцен использовалось соотношение сторон 4:3. Шекману нравилась возможность экспериментировать с соотношением сторон, так как, по его мнению, оно напрямую связано с повествованием. Также использовались другие форматы изображения, когда сериал перемещался между десятилетиями. В сценах, действие которых происходило за пределами купола Ванды, использовался формат 2:40:1. Первые два эпизода в основном заимствуют элементы из ситкомов «Шоу Дика Ван Дайка» и «Моя жена меня приворожила», соответственно. Следующие эпизоды содержат множество отсылок, например, третья серия ссылается на «Хорошие времена» и «Семейку Брейди», намекая на то, как популярность телевидения формировалась в течение многих лет. Последние эпизоды имитируют разговор со зрителем, трясущуюся камеру и жанр псевдодокументалки из некоторых современных ситкомов. Весь сериал был снят на камеру «Arri Alexa» 4K HDR, чтобы придать сюжету целостный вид и упростить переход между десятилетиями ситкомов. В качестве освещения в эпизодах с 1950-х по 1970-е годы использовались вольфрамовые лампы. Светодиодное освещение было задействовано в сериях 2000-х годов:6.
Натурные съёмки проводились в агломерации Атланты с декабря 2019 года по январь 2020 года. 1 марта состоялась вечеринка в честь завершения съёмок, накануне запланированного четырёхнедельного перерыва:50:1:07, но 14 марта производственный процесс был приостановлен в связи с пандемией COVID-19. Съёмки возобновились в сентябре 2020 года в Лос-Анджелесе при соблюдении мер безопасности:50. Уэствью снимался на ранчо Warner Bros. в Калифорнии, где также снимались ситкомы прошлых лет. Производство сериала завершилось в середине ноября. В последние дни съёмок Олсен параллельно снималась в кинокомиксе «Доктор Стрэндж: В мультивселенной безумия».

### Монтаж и визуальные эффекты
Во время остановки производства Шекман начал монтаж того, что уже было отснято, и «смог отполировать это» до того, как возобновились съёмки. Это помогло ему найти другие подходы к производству:34, но критически сериал не был изменён. Тим Рош, Зене Бейкер и Нона Ходай работали в качестве монтажёров:20. В первых трёх эпизодах были использованы обрез плёнки и эффект перемотки назад, чтобы они шли вместе с кадром с практическими эффектами:8. После возобновления съёмок продолжалась работа на пост-продакшене, и Шекман сказал, что работа одновременно над каждым этапом процесса ощущалась как «шизофрения»:34.
Процессом работы над визуальными эффектами руководил супервайзер Тара Демарко. К работе над графикой «Ванда/Вижн» было привлечено множество студий, в том числе Digital Domain, Framestore, Industrial Light & Magic (ILM), Lola VFX, Monsters Aliens Robots Zombies (MARZ), RISE, Rodeo FX, SSVFX, The Yard VFX и Zoic Studios. В сериале 3010 кадров с графикой (в фильме «Мстители: Финал» было 2496 подобных кадров). Однако Демарко подчеркнула, что сериал длиннее, чем «Финал», и что в фильме много эффектов, над которым было тяжелее работать, чем в «Ванда/Вижн». Художники пытались свести число визуальных эффектов к минимуму вплоть до шестого эпизода, действие которого происходит в 2000-е годы, когда эффекты стали широко применяться на телевидении. В каждом последующем эпизоде больше кадров с графикой, чем в предыдущем. В первых трёх эпизодах использовались современные визуальные эффекты для удаления бликов и сглаживания кадров для практических эффектов:8. Кроме того, использовались мгновенные переходы между двумя схожими кадрами, клубы дыма, блеск звёзд и эффект колоризации в конце серии «Не переключайтесь», чтобы изобразить переход от чёрно-белого к цветному.
При создании магии Максимофф в сериале художники ориентировались на то, как Олсен двигала руками на съёмочной площадке. В первых эпизодах магия Ванды имеет красный цвет, как и в фильмах КВM, но когда она начинает использовать магию хаоса к концу сериала, энергия приобретает более тёмный и насыщенный красный цвет. Эффектом магии занималась студия Digital Domain, которая была ответственна за финальный эпизод и обработала 350 кадров с графикой за 14 месяцев. Framestore подготовила 99 кадров и трудилась над магией Агаты. При создании магии Максимофф и Агаты Тара Демарко черпала вдохновение из комикса «Scarlet Witch: Witches' Road». Команда Mr. X подготовила 152 кадра для последних двух эпизодов, в частности для флешбека, в котором Агата предстаёт перед судом ковена ведьм, и для момента, где Максимофф сталкивается с мумифицированным ведьмами из той же сцены.
Демарко задействовала версию Вижна из фильма «Мстители: Эра Альтрона», над которой трудились художники из Lola VFX. MARZ, SSVFX и Lola VFX работали над лицом Вижна в реальности ситкома: MARZ подготовила 400 кадров ко многим сериям, Lola — 90 для пятого эпизода, а SSVFX — 497 для седьмой и восьмой серии. Digital Domain воссоздала полную цифровую версию персонажа, основанную на той, что использовалась в «Войне бесконечности», и задействовала её в последнем эпизоде. Также была создана модель белого Вижна, которая полностью отличается от первоначального Вижна по внешнему облику. Rodeo FX девять месяцев создавала границу купола Ванды и подготовила 348 кадров ко многим эпизодами.

### Музыка
В январе 2020 года Кристоф Бек объявил, что он будет композитором сериала, сочинив до этого музыку к фильмам «Человек-муравей» (2015) и «Человек-муравей и Оса». Бек отдавал дань уважения ситкомам в каждый период времени с помощью своих инструментов, композиционного стиля и специфических для конкретного периода методов записи и микширования. В более ранних эпизодах присутствуют небольшие оркестровые ансамбли, а в более поздних эпизодах присутствует больше рок-поп-стиля, и музыка становится более «распространённой» по мере продВижния сериала:9. Бек надеялся, что он будет соответствовать споттингу каждой эпохи ситкомов, но обнаружил, что это не всегда будет работать, так как современная аудитория будет ожидать больше музыки, чем старые ситкомы могли себе позволить. Майкл Параскевас и Алекс Ковач также сочиняли музыку к сериалу, причём Ковач был нанят из-за его опыта работы со старыми техниками оркестровки и джазовой музыки, что Бек посчитал полезным при сочинении музыки к ранним эпизодам сериала. Бек чувствовал себя более комфортно, когда к эпизодам нужно было сочинять музыку, вдохновлённую 1980-ми и 1990-ми годами. Чтобы соединить музыку для различных эпох ситкома, а также более традиционную музыку для реальности вне ситкома, Бек сочинил несколько тем, которые использовались в различных стилях, что было возможно, так как он с самого начала знал, в каком направлении идут сериал и персонажи:9. Бек был очень взволнован возможностью сочинить определённую тему для Ванды, которая звучит во время финальных титров сериала, и он надеялся, что другие композиторы также будут использовать её для будущих появлений персонажа в КВМ. Бек также сочинил любовную тему для Ванды и Вижна, которая, по его словам, передаст чувства любви, трагедии и печали, сравнив её с романтической музыкой, которую он сочинил для сериала «Баффи — истребительница вампиров».
В декабре 2020 года было объявлено, что Роберт Лопес и Кристен Андерсон-Лопес написали тематические песни к некоторым эпизодам сериала. К ним обратился Шекман, который дружил с Лопесом в колледже, и они ранее работали с Беком для франшизы Disney «Холодное сердце». Чтобы убедить пару принять участие в сериале, Шекман сослался на короткометражку «Adult Swim» «Слишком много поваров», о которой супруги знали и называли одним из своих любимых скетчей. Супруги вдохновлялись тематическими песнями из прошлых ситкомов, а также музыкой из фильмов о Джеймсе Бонде, композитором Бёртом Бакараком и джазовым пианистом и композитором Дэйвом Брубеком. Чтобы связать свои темы вместе, Лопес и Андерсон-Лопес создали мотив из четырёх нот, который работал в каждом из стилей тематической песни. Первые две ноты мотива — это мажорная октава, а последние две являются тритоном, который также известен как «дьявольский интервал»; это был их музыкальный способ сказать, что сериал был «большим ярким свингом, но в то же время очень тревожным». Лопес описал этот мотив как «что-то вроде призыва „Ванда/Вижна“, легко узнаваемого в той или иной степени в каждой песне», который включался каждый раз по-разному:9. Пара использовала свои знания о ситкомах, которые они получили, когда они росли и смотрели их, и они обнаружили, что 1990-е годы были самой сложной эпохой для написания тематической песни из-за того, что они оба учились в колледже в то десятилетие, и у них не было телевизора, в то время как 1980-е годы были их любимыми. Андерсон-Лопес добавила, что было непросто удостовериться в том, что темы не были «пародией на какое-либо шоу», а «вызывали бы все культовые песни целого десятилетия и были самостоятельным произведением». Она также чувствовала, что их работа состояла в том, чтобы тематические песни устанавливали тон, место и время эпизодов вместо карточек с названиями, которые предоставляют такую информацию. Пара также пела многие из этих тематических песен, чего они обычно не делают для финальных версий своих песен; Андерсон-Лопес частично приписала это к пандемии, и к ним присоединилась группа бэк-вокалистов.
Бек завершил работу над музыкой к сериалу в феврале 2021 года. Альбомы саундтреков к каждому эпизоду, включая музыку Бека и тематические песни Лопеса и Андерсон-Лопес, выпускаются лейблами «Marvel Music» и «Hollywood Records» в цифровом виде через неделю после премьеры каждого эпизода. Одна из тематических песен, «Agatha All Along», стала вирусной после появления в эпизоде «Ломая четвёртую стену», достигнув первого места в чарте саундтреков iTunes и достигнув пятого места в чарте Топ-100 синглов iTunes. Она также дебютировала на 36 месте в Digital Songs от Billboard.

## Маркетинг
Во время конвента «D23» 2019 года был показан тизер сериала, который объединил видео Максимофф и Вижна из предыдущих фильмов КВМ с изображениями из старых ситкомов «Шоу Дика Ван Дайка» и «Отец знает лучше». Сериал рекламировался как часть спецвыпуска от Marvel Studios под названием «Expanding the Universe», который дебютировал на Disney+ 12 ноября 2019 года. В декабре Файги показал кадр из сериала на Comic Con Experience. Винни Манкузо из Collider сказал, что это было «очень интересно», подчеркнув «старомодную чёрно-белую» стилистику. Реклама сериала и других сериалов «Disney+» от «Marvel Studios», «Сокол и Зимний солдат» и «Локи», была показана во время Супербоула LIV. Дейз Джонсон из Inverse нашла визуальные отсылки к прошлым ситкомам в рекламе, включая «Шоу Дика Ван Дайка», «Предоставьте это Биверу», «Моя жена приворожила меня», «Семейке Брейди», «Розанне» и «Полному дому». Они посчитали, что сериал будет «обязательным к просмотру» для фанатов «Marvel», а также «для тех, кто ищет хит ностальгии: охватывающая эпоху структура означает, что каждый может заново пережить шоу своего детства». Джулия Александр из The Verge сказала, что отснятый материал «был небогатым», но предложил «достаточно отблесков, чтобы подразнить фанатов». Хейли Фатч из «Collider» чувствовала, что из всех рекламных роликов Супербоула, марвеловские «полностью затмили собой всё». Больше всего её восхищали «совершенно странные и непредсказуемые» кадры из «Ванда/Вижна».
Официальный трейлер к сериалу был выпущен 20 сентября 2020 года во время 72-й церемонии вручения премии «Эмми». За первые 24 часа трейлер собрал 55,7 миллионов просмотров в интернете, включая 36,1 миллионов на YouTube, 4,9 миллиона на Facebook и 10,1 миллионов в Instagram, что считалось самым высоким показателем когда-либо для трейлера сериала от стримингового сервиса. У «Ванда/Вижна» также было более 302 600 упоминаний в социальных сетях, которые появились в Твиттере сразу после того, как тизер вышел во время церемонии «Эмми», в конечном счёте став четвёртой по упоминаемости темой в Твиттере. Трейлер стал вторым трендовым видео на YouTube. Итан Андертон из «/Film» сказал, что кадры в трейлере выглядели как «один из самых странных проектов Marvel на сегодняшний день». Он также отметил более весёлые аспекты трейлера, такие как Вижн в хэллоуинском костюме по дизайну его персонажа из комиксов. Мэтт Пэтчес из Polygon назвал трейлер «праздником, полным ярких цветов и странного поведения», добавив, что он всё-таки оставил большую часть сериала загадкой. Ноа Домингес из «Comic Book Resources» сказал, что трейлер «предлагает довольно много с точки зрения содержания» с «ярким взглядом на некоторые визуальные трюки на экране». Чарльз Пуллиам-Мур из «io9» назвал использование трейлером песни «Twilight Time» группы «The Platters» «самой навязчивой» из всех его странных особенностей и чувствовал, что монтаж в трейлере создал «эффект быстрого листания телевизионных каналов в поисках чего-то хорошего для просмотра». Ричард Ньюби из The Hollywood Reporter описал трейлер как «битком набитый информацией» и чувствовал, что он «даёт фанатам довольно много поводов ждать его, а также некоторые тайны, над которыми стоит поразмыслить в преддверии премьеры». После того, как стало известно, что актёры из прошлых фильмов про «Человека-паука» появятся в фильме «Человек-паук: Нет пути домой», Грэм Макмиллан из «The Hollywood Reporter» увидел официальный трейлер сериала «в новом свете», предположив, что в сериале появляются другие версии Максимофф и Вижна, так как Максимофф «разрушила стены между различными реальностями», что может подготовить почву для «Доктора Стрэнджа: В мультивселенной безумия» и «Человека-паука: Нет пути домой».
В начале декабря было выпущено шесть постеров для этого сериала, каждый из которых изображал десятилетие с 1950-х по 2000-е годы. Пуллиам-Мур отметил, что с каждым новым постером «различные элементы меняются и трансформируются, отражая как ход времени, так и развитие сюжета „Ванда/Вижна“». За выпуском постеров последовал новый трейлер, дебютировавший на презентации Disney в День инвестора. Андертон отметил для «/Film», что в трейлере было больше невдохновлённых ситкомами кадров, чем раньше, и «было много, что можно впитать». Хаим Гартенберг из «The Verge» назвал новый трейлер «умопомрачительным», в то время как Том Райманн из Collider описал его как «восхитительно странный» и привёл сравнение с сюжетной линией комикса «День М». Тони Сокол из Den of Geek подчеркнул использование трейлером песни «Daydream Believer» группы «The Monkees», полагая, что название и текст песни хорошо отражают состояние Максимофф, хотя он отметил, что музыка становится «с трудом узнаваемой под растущими слоями психоделической странности». Трейлер получил 9 миллионов просмотров на «YouTube». Первые два эпизода сериала «Marvel Studios: Легенды», выпущенные 8 января 2021 года, исследуют Максимофф и Вижна, используя кадры из их предыдущих появлений в фильмах КВМ.
Маркетинговая команда Disney задумала свою кампанию для сериала примерно за полтора года до его выхода. Включая вышеупомянутые трейлеры, его наружная, цифровая, телевизионная и журнальная реклама дала 2,14 миллиарда показов. Аналитическая фирма RelishMix определила, что социальный охват сериала в рамках своей «вселенной социальных сетей» составляет 263 000 человек, что «на световые годы опережает большинство стриминговых шоу». Различные трейлеры, реклама и интервью, размещённые на YouTube, собрали наибольшую осведомлённость и вовлечённость для «Ванда/Вижна», причём RelishMix отметила, что контент, размещённый на официальных каналах Marvel, Disney и Disney+, был затем размещён на фанатских каналах. Вплоть до даты премьеры сериала на различных каналах и активах Walt Disney Television, ESPN и Hulu появились рекламные объявления, «специальные трюковые интерстиции, кобрендовые поглощения, внутриэфирные графические интеграции, интеграции в шоу и пользовательский контент талантов», в то время как в крупных городах, таких как Нью-Йорк и Лос-Анджелес, были замечены рекламные щиты с сериалом. Аккаунт сериала в «Instagram» создал «невиданную ранее „изгибающую реальность“ сетку, которая обновляется сама по себе», в то время как изготовленные на заказ эмодзи в Твиттере обновлялись каждую неделю, когда «Ванда/Вижн» прогрессировал сквозь десятилетия. Талантливым людям и инфлюэнсерам прислали «ТВ-коробку для ужина, в которой был изготовленный на заказ ТВ-поднос, набор посуды, подставки, стаканы для питья и [изготовленный на заказ] журнал, сделанный под вид винтажного выпуска „TV Guide“». В январе 2021 года Marvel объявила о своей программе «Marvel Must Haves», которая показывает новые игрушки, игры, книги, одежду, домашний декор и другие товары, связанные с каждым эпизодом «Ванда/Вижна» каждый понедельник, начиная с 18 января по 8 марта 2021 года. В феврале 2021 года Marvel совместно с шеф-поваром Джастином Уорнером выпустила рецепты блюд, показанных в каждом эпизоде или вдохновлёнными ими.

## Показ
Премьера первых двух эпизодов «Ванда/Вижн» состоялась 15 января 2021 года. Остальные семь эпизодов выходили еженедельно до 5 марта. Marvel Studios рассматривала возможность выпуска всего сезона сразу, но выбрала еженедельные выпуски после того, как увидела «еженедельное удовольствие», предоставленное сериалом Disney+ «Мандалорец» из саги «Звёздные войны». Файги сказал, что эпизоды были выстроены с учётом еженедельного выпуска, чтобы зрители могли «попытаться угадать, что произойдёт дальше, чтобы провести неделю, размышляя или перематывая и выстраивая это предвкушение». Он чувствовал, что просмотр залпом всего сезона после того, как будут выпущены все эпизоды, будет «одинаково весёлым опытом». Первые два эпизода изначально назывались «Эпизод 1» и «Эпизод 2» на Disney+, но потом их официальные названия появились через несколько дней после их выпуска. Хоай-Тран Буй из /Film изначально предполагала, что все эпизоды будут без названия, и задавалась вопросом, скрывались ли названия эпизодов во время их выпуска, чтобы избежать спойлеров, несмотря на то, что первые два названия не были особенно разоблачающимися.
Шекман сказал, что премьера сериала смогла состояться так скоро после завершения съёмок из-за того, что работа на пост-продакшене началась во время остановки производства сериала из-за COVID-19:34. Шеффер чувствовала, что «подходит [для того, чтобы быть выпущенным] в этот момент времени», посреди пандемии, потому что он является «отражением большой тревоги, которую мы чувствуем, и большого пафоса и хаоса [2020 года], так что он мне кажется очень правильным»:35. Мэтт Миллер из Esquire считал, что «Ванда/Вижн» «невероятно вовремя» был выпущен, так как большая часть аудитории «коллективно бежала к ностальгии, чтобы справиться с пандемией и общим хаосом реального времени», подобно тому, что Ванда делала в реальности Уэствью, и сказал, что сериал «комментировал саму природу и цель потребления развлечения от комиксов». Изначально было объявлено, что сериал будет выпущен в начале 2021 года, прежде чем его перенесли на декабрь 2020 года в феврале 2020 года. Затем его снова вернули на начало 2021 года в ноябре 2020 года. Это первый сериал в Четвёртой фазе КВМ, он же и её начало.

## Реакция

### Зрительская аудитория
Nielsen Media Research, которая измеряет количество минут, просмотренных американской аудиторией на телевизорах, поместила «Ванда/Вижн» на шестое место как самый просматриваемый оригинальный сериал среди стриминговых сервисов за неделю с 11 по 17 января 2021 года; было просмотрен 434 миллионов минут. Это около 6,48 миллионов полных просмотров первых двух эпизодов сериала. По данным аналитического провайдера «TVision», «Ванда/Вижн» был самым просматриваемым названием января 2021 года на всех измеряемых платформах. У сериала было 8127 индексированных зрителей, что в 81 раз больше, чем у среднего сериала, измеряемого сервисом.

### Мнение критиков
| Графики недоступны из-за технических проблем. См. информацию на Фабрикаторе и на mediawiki.org. - «Ванда/Вижн» (2021): Процент положительных отзывов на сайте Rotten Tomatoes |

«Рейтинг свежести» сериала на сайте-агрегаторе Rotten Tomatoes составляет 91 % на основе 181 отзыва. Консенсус критиков гласит: «Отчасти дань уважения истории телевидения, отчасти необычная загадка, „Ванда/Вижн“ является удивительно странным и поразительно смелым шагом для КВМ на малые экраны — и идеальной демонстрацией актёрских талантов Элизабет Олсен и Пола Беттани». Средневзвешанная оценка сайта Metacritic составила 77 баллов из 100 на основании 40 отзывов.
Ребекка Ианнуччи из TVLine поставила первым трём эпизодам оценку «A» и оценила игру актёров, особенно Олсен. Она усомнилась в выпуске серий по неделям, посчитав, что лучшим решением стал бы выход всего сериала сразу. Сэм Барсанти из The A.V. Club поставил сериалу оценку «A-» и назвал сериал абсолютным проявлением потенциала КВM рассказывать новые истории. Автор The Hollywood Reporter Дэниел Финберг назвал «Ванда/Вижн» самым странным среди сериалов Marvel на данный момент, отметив, что проект не стал страннее, чем «Стражи Галактики», но является решительным в постмодернистском исследовании ситкомов для публики, которой нравятся шикарные костюмы и взрывы. Финберг сравнил шоу с мета-ситкомами «Смена образа жизни» и «Это мой Буш!» вместо традиционной серии комиксов.
Критик Лиз Шеннон Миллер из Collider назвала переходы между десятилетиями в эпизодах «просто замечательными». Особое впечатление на Миллер произвела актёрская игра Хан. Критик поставила сериалу оценку «A» и пришла к выводу о том, что КВM раньше не демонстрировала такой объём экспериментов. В своём обзоре для Variety Кэролайн Фрамке назвала «Ванда/Вижна» «восхитительно странным введением в новую эру телевидения Marvel». По её мнению, шоу может сбить с толку случайных зрителей КВM, а также поклонников ситкомов. Ни один из эпизодов не показался Фрамке «особенно смешным». Журналистке сайта «RogerEbert.com» Роксане Хадиди было трудно представить, как дальше будет развиваться шоу после первых трёх эпизодов. Она отметила, что Максимофф и Вижн отошли на второй план в пользу аллюзии на прошлые ситкомы.
Критик Rolling Stone Алан Сепинуолл назвал «Ванда/Вижн» великолепным, изобретательным и колоссальным стартом для сериалов студии «Marvel». Автор журнала Entertainment Weekly Канцлер Агард оценил шоу на «B+», так как многие обсуждаемые фанатами элементы не были реализованы в сериале. Вместе этого «Ванда/Вижн» исследовал тематику горя, одновременно превращая Максимофф в полноценного персонажа. Также Агард похвалил сериал за дань уважения к ситкомам и заглавные песни Андерсон-Лопес и Лопеса в первых восьми сериях, что позволило перевесить финальный эпизод. В рецензии для Chicago Tribune Майкл Филлипс раскритиковал первые три эпизода, тропы из ситкомов, а также закадровый смех. Также Филлипс отметил, что сюжет одного эпизода был растянут на первые три. Мэтт Перслоу из IGN поставил сериалу 8 баллов из 10. Журналист высоко оценил игру актёров, особенно Олсен, Беттани и Хан, и добавил, что каждая серия смотрится как новое реальное приключение, несмотря на нестыковки между эпизодами. На телевидении встречается мало подобных сериалов, вроде «Агентов „Щ.И.Т.“», что вполне доказывает уверенность студии Marvel в производственных аспектах и зрителях.

### Анализ
После первых трёх эпизодов Ричард Ньюби из The Hollywood Reporter предположил, что сериал подготавливает почву к тому, чтобы Мефисто стал главным злодеем Четвёртой фазы. Он отметил, что шестиугольники являются повторяющимся мотивом в сериале, причём «гекс» означает как «шесть» по-гречески, так и «колдовство» по-немецки, и как оба этих терминов были распространены в ранних эпизодах. Ссылаясь на историю персонажа из комиксов, Ньюби предположил, что Мефисто может появиться в результате «цикла использования и разрушения» Камней Бесконечности в КВМ, что сохранит важность камней для Четвёртой фазы, даже если Мефисто не будет пытаться собрать их, как это сделал Танос в Саге Бесконечности. Ньюби также чувствовал, что были ранние намёки на присутствие Мефисто в других проектах, связанных с Четвёртой фазой, таких как «Локи», «Человек-паук: Нет пути домой» и «Доктор Стрэндж: В мультивселенной безумия». Джулия Александр из The Verge согласилась с Ньюби в том, что сериал, по-видимому, готовил введение Мефисто, думая, что он может быть «частью соединительной ткани» для Четвёртой фазы, и обратила внимание на повторяющиеся повсюду шестиугольники, согласившись с оценкой Ньюби и мыслью о том, что они могут указывать на организацию «А.И.М.» среди других отсылок в сериале на этот момент.
Чарльз Пуллиам-Мур назвал сериал «причудливым исследованием персонажа» для Вижна, поскольку сериал позволил ему «обитать в своих личностях героя, дурачка и любящего мужа», завёрнутых в конструкции американского ситкома. Пуллиам-Мур был особенно очарован тем, что Вижн стал отцом, учитывая, что он «трудится на работе, которую он не понимает, проверяет, когда что-то происходит ночью, и делает всё возможное, чтобы позаботиться о домашних делах, прежде чем Ванда сможет приступить к ним с помощью своей магии», и всё это для того, чтобы Ванда оставалась счастливой в их шараде. Он чувствовал, что сериал целенаправленно исследовал романтику и интимность, которые, по его мнению, «в значительной степени отсутствовали» в супергеройских фильмах.
Говоря о темпе и содержании первых трёх эпизодов, Уильям Хьюз из The A.V. Club сказал, что хотя задумка сериала была «фантастической», она также «находится в прямой оппозиции к идеалу КВМ, которая может терпеть тайну ровно столько, сколько нужно самому дёрганому зрителю, чтобы начать ёрзать. Утаивать информацию, утаивать что-либо, противоречит тому, что превратило эти фильмы в институт поп-культуры, и эта необходимость предоставлять даёт „Ванда/Вижну“ ощущение того, что шоу тянется в ещё большем количестве направлений, чем может предположить его уже раздвоенная предпосылка». Одним из наиболее отвлекающих элементов, по мнению Хьюза, был сдвиг в этих эпизодах от многокамерного ситкома к крупным планам одиночных кадров камеры, указывающих на разрыв реальности Ванды, и отсутствие тонкости в дразнилках сериала, которые «часто отвлекают от легитимно замечательной работы, которую делают главные актёры в своём почтении к классическим комедийным стилям». Майлз Суррей из The Ringer не согласился с Хьюзом, полагая, что сериал понимает ожидания аудитории, не растягивая таинственные элементы, о которых большая часть зрителей, вероятно, догадывалась, как показано в четвёртом эпизоде. Суррей добавил, что «Ванда/Вижн» «на самом деле не пытается скрыть, о чём идёт речь, но это работает в пользу шоу. Сериал становится лучше — и намного жутче — чем больше он задёргивает занавес… [прокладывая] путь для Marvel, чтобы сделать согласованные усилия, чтобы баловаться с ужасом; по крайней мере, по стандартам КВМ».
Травматолог Эрин Куэйли чувствовала, что «Ванда/Вижн» является хорошим представлением сложных проблем психического здоровья в кино и на телевидении, заявив, что исследование горя Ванды в сериале заставило её «быстро стать одним из самых понятных зрителю персонажей на телевидении» в эпоху COVID-19, в которой многие жили с подобными травмами. Куэйли добавила: «Исследуя, как процесс признания слабости может стать врождённой силой, история Ванды знаменует собой освежающий, хотя и временный, отход от обычной комиксной формулы», и наслаждалась тем, что сериал исследует внутреннюю борьбу человека, которая знакома людям, а не полагается на катастрофическое событие или борьбу со злодеями ради зрелища. Говоря о моменте в восьмом эпизоде, когда Вижн сравнивает скорбь с любовью после утраты, Куэйли сказала, что это было «великолепно», что Marvel «взяла серьёзную паузу, чтобы передать это чувство».

### Награды
Сериал был удостоен множества наград и номинаций в различных категориях, в том числе сериал получил две номинации премии «Золотой глобус», восемь номинация Прайм-таймовой премии «Эмми», три номинации премии «Сатурн» и смог победить в одной из номинаций премии «Спутник». При этом сериал смог победить в трёх номинациях из пяти Суперпремии «Выбор критиков», а также получил премии «Харви» и «Небьюла». Особое признание получили актёрская игра (в основном Элизабет Олсен и Кэтрин Хан), режиссура, сценарии, производственные ценности и саундтрек.

## Документальный выпуск
В феврале 2021 года было объявлено о серии документальных выпусков «Marvel Studios: Общий сбор». Первый подобный выпуск вышел под названием «Создание „Ванда/Вижн“». В него вошли закадровые интервью Олсен, Беттани, Паррис, Хан, Деннингс, Парка и создателей сериала о классических ситкомах, вдохновивших проект, о создании атмосферы съёмок ранних ситкомов и об опыте производства с живой аудиторией. Специальный документальный выпуск вышел на Disney+ 12 марта 2021 года.

## Будущее

### Новые сезоны и фильмы-продолжения
В январе 2021 года Жак Шеффер рассказала, что не может говорить о каких-либо планах на потенциальный второй сезон, но отметила, что сериал будет чувствоваться «очень полноценным». Кевин Файги не исключил создание второго сезона, но отметил, что фильм Четвёртой фазы «Доктор Стрэндж: В мультивселенной безумия» (2022) будет продолжением истории, показанной в «Ванда/Вижне». Мэтт Шекман сказал, что нет «вообще никаких» планов на второй сезон, если только не появится конкретная история, которая потребовала бы дополнительный сезон.
Тейона Паррис появится в фильме «Капитан Марвел 2» (2022), продолжении фильма «Капитан Марвел» (2019). Сценарий к проекту напишет одна из сценаристов «Ванда/Вижн» Меган Макдоннелл.

### Спин-офф
В октябре 2021 года стало известно, что в разработке находится сериальный спин-офф «Это всё Агата» в жанре чёрной комедии об Агате Харкнесс в исполнении Кэтрин Хан. Участие Хан в проекте стало частью большего контракта, подписанного актрисой, на появление в нескольких фильмах и сериалах. Сценаристом и исполнительным продюсером выступит Жак Шеффер.

## Комментарии
1. ↑  Как показано в фильме «Мстители: Эра Альтрона» (2015).
2. ↑  Из-за действий команды «Мстители» и обратного щелчка Халка во время событий фильма «Мстители: Финал» (2019).
3. ↑  Действие продолжилось в фильме «Доктор Стрэндж: В мультивселенной безумия» (2022).